# 京蔵高速道路

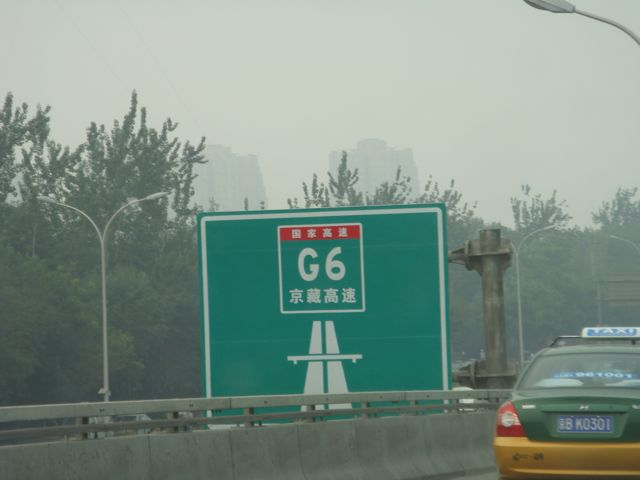
G6 signage leaving Beijing

京蔵高速道路(北京-ラサ高速道路)(中文表記: 京藏高速公路(北京－拉萨高速公路)、英文表記: Jingzang Expressway(Beijing-Lhasa Expressway)、拼音: JīngZàng Gāosùgōnglù(Běijīng－Lāsà gāosù gōnglù))は、北京-ラサ高速道路(京拉高速道路; 中文表記: 京拉高速公路)または中国国家高速G6線としても知られ、同国の首都である北京市からチベット自治区の首都であるラサ市までを結ぶ計画がされている中華人民共和国の主要幹線道路網の一部である。

## 経路

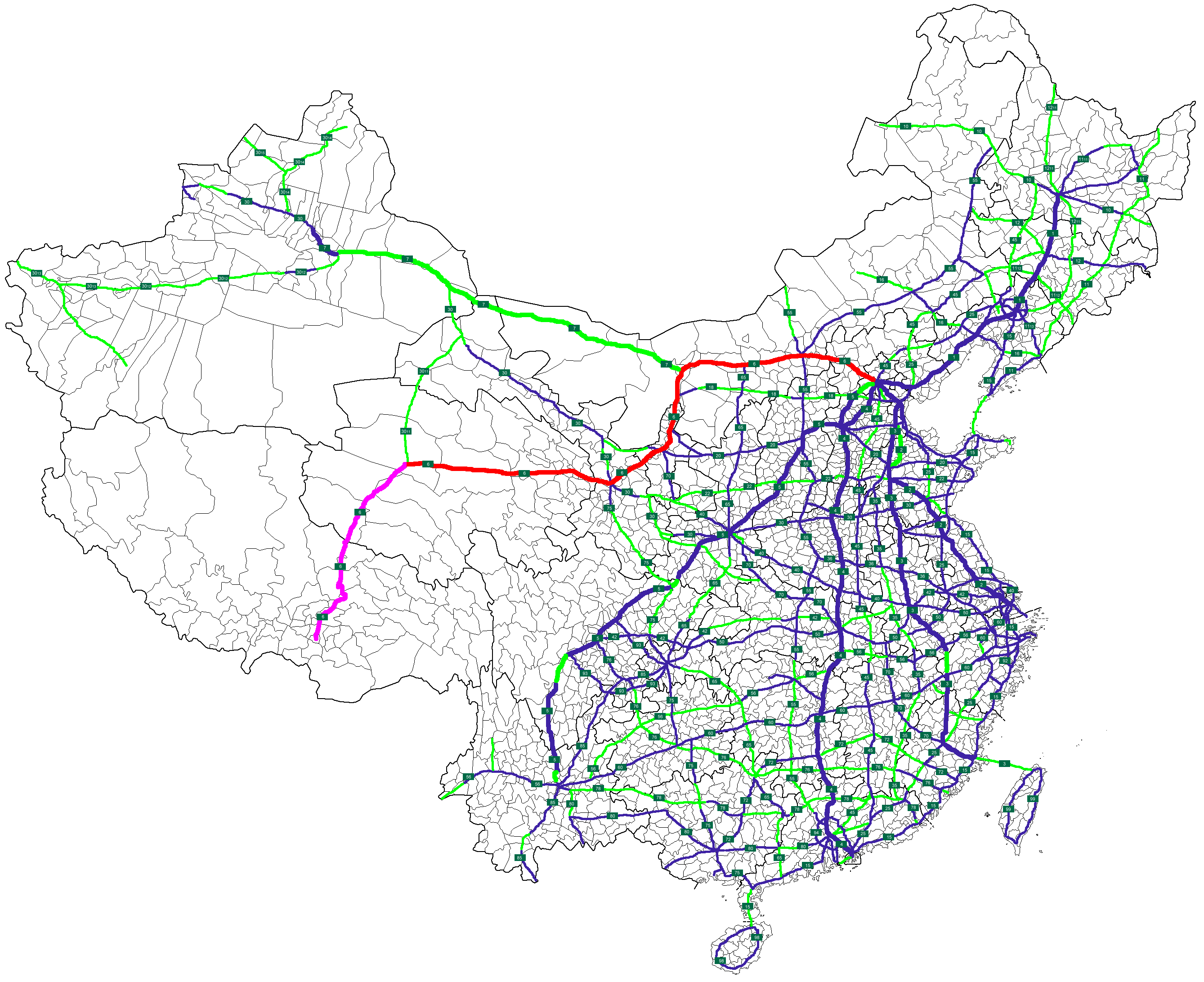
京蔵高速道路(供用中) 京蔵高速道路(建設・計画中)
その他の高速道路(供用中) その他の高速道路(建設・計画中)

京蔵高速道路はおよそ3700kmの距離を、北京市からラサ市へ南西に向かう。途中河北、内蒙古、寧夏、甘粛、青海の各省級行政体を通過し、張家口、呼和浩特、銀川、西寧、ゴルムドといった都市を通過する。 河北ではG7と共用している。
2010年8月には全区間のほぼ半分にあたる北京市から西寧市の区間までが開通した。2016年6月現在、青海省の西部に位置するゴルムドまでが開通している。しかし、気象および環境条件から西寧より先、ラサまでの完成時期はいまだ具体化していない。

## 渋滞
北京付近では慢性的な渋滞が問題となっている。2010年には100kmにわたる人類史上最大の交通渋滞が何日も続き、世界的なニュースとして取り上げられた。